# Kristoffer Lepsøe
Kristoffer Lepsøe (ur. 15 marca 1922 w Fanie, ob. część Bergen, zm. 26 marca 2006 w Bergen) – norweski wioślarz, brązowy medalista olimpijski.
Wystąpił na igrzyskach olimpijskich w Londynie w 1948 roku, gdzie Norwegowie w składzie: Kristoffer Lepsøe, Thorstein Kråkenes, Hans Hansen, Halfdan Gran Olsen, Harald Kråkenes, Leif Næss, Thor Pedersen, Carl Monssen i Sigurd Monssen (sternik) wywalczyli srebrny medal w ósemkach. W finale o 13,6 sekundy przegrali z osadą Stanów Zjednoczonych, a o 3,4 sekundy szybsi byli Brytyjczycy. Na rozgrywanych cztery lata później igrzyskach olimpijskich w Helsinkach startował w czwórkach bez sternika. Norwegowie odpadli tam w półfinałach.
Na mistrzostwach Europy w Amsterdamie w 1949 roku wywalczył brąz w czwórce bez sternika.